# Dysauxes modesta
Dysauxes modesta är en fjärilsart som beskrevs av Krl. Dysauxes modesta ingår i släktet Dysauxes och familjen björnspinnare. Inga underarter finns listade i Catalogue of Life.